# Microlophus grayii
Microlophus grayii là một loài thằn lằn trong họ Tropiduridae. Loài này được Bell mô tả khoa học đầu tiên năm 1843.